# Alois Schwabl
Alois Schwabl, född 4 mars 1912, död 7 december 1977, var en friidrottare från Österrike. Han deltog vid olympiska sommarspelen 1952.